# Carlos Palacios y Blanco
Carlos Palacios y Blanco (Caracas, Provincia de Venezuela, Reino de España; 1762 - Capaya, cantón de Guarenas, Capitanía General de Venezuela, 1805), fue tutor de Simón Bolívar y uno de sus tíos maternos.

## Nacimiento y familia
Hijo de Feliciano Palacios de Aguirre y Ariztía-Sojo y Gil de Arratia y de doña Francisca Blanco Infante y Herrera. Tercero de los once vástagos de este matrimonio. Sus hermanos fueron (todos tíos maternos de Simón Bolívar): María de la Concepción Palacios y Blanco (Caracas, 1758 – Caracas, 1792), María de Jesús Palacios y Blanco (Caracas, 1760 – Caracas, 1811), María Josefa Palacios y Blanco (f. 1824, Caracas), María Ignacia Palacios y Blanco (f. 1829, Caracas), Feliciano Palacios y Blanco (Caracas, 1763 – Caracas, 1838), Ana María Palacios y Blanco (n. Chacao, 1769), Francisco Palacios y Blanco, Esteban Palacios y Blanco (Caracas, 1768, Cádiz, 1830), Pedro Palacios y Blanco (Caracas, 1770 – Curiepe, 1811), María Paula Palacios y Blanco (f. 1826). 
Los Palacios y Blanco eran poseedores de muchas propiedades, especialmente haciendas de caña de azúcar y cacao en toda la zona de Llanura de Barlovento y en los Valles del Tuy. La infancia de Carlos Palacios fue como la de cualquier niño de la clase mantuana de la Provincia de Venezuela.

## Carrera de Armas
El 10 de enero de 1786 ingresa como Cadete en el Batallón de Milicias Regladas de Caracas. En 1792 asciende a Subteniente y cinco años después a Subteniente de Granaderos. En 1798 es Teniente. Con este grado participa, bajo las órdenes del Capitán General de Venezuela, Manuel de Guevara y Vasconcelos, en la defensa de Cumaná en el año 1799, atacada por corsarios ingleses. Este mismo año asciende a Capitán.

## Tutor de Simón Bolívar
En 1792 muere la madre del futuro Libertador y los tribunales lo designan como tutor y administrador de los bienes del menor, pero sus múltiples ocupaciones como administrador de las haciendas de la familia lo alejaban con frecuencia y el niño se quedaba solo, a cargo de la servidumbre de la casa.  Esto ocasionó que el menor se fugara varias veces, siendo la más documentada la que protagonizó el 23 de julio de 1795, en la víspera de cumplir doce años de edad, para refugiarse en casa de su hermana María Antonia Bolívar Palacios. Por orden del tribunal el menor fue sacado a la fuerza de esa casa y entregado a su tío y tutor. 

## Personalidad y fallecimiento
Carlos Palacios fue un hombre huraño, aristócrata y orgulloso de la clase a la que pertenecía. Fue un ferviente realista. Nunca se casó y que se sepa no dejó descendencia.  Se desconocen las causas y detalles de su muerte, sólo que falleció en el poblado de Capaya, al este de Guarenas, donde su familia tenía una hacienda, en el año 1805. Precisamente el año en que su antiguo sobrino y pupilo juraba en Roma darle la Independencia a Venezuela.

## En la cultura popular
El tío de Bólivar es dramatizado en la serie Bolívar interpretado por Álvaro Bayona.